# Шайдурово
Шайду́рово (рос. Шайдурово) — присілок у складі Сисертського міського округу Свердловської області.
Населення — 168 осіб (2010, 160 у 2002).
Національний склад населення станом на 2002 рік: росіяни — 85 %.
Стара назва — Шайдурова.